# 卡萨布兰卡 (索西尔)
卡萨布兰卡（葡萄牙語：Casa Branca）是葡萄牙波塔莱格雷区的一个堂区，位於索西爾。总面积100.83平方公里，总人口1392人，人口密度13.8人/平方公里。